# Ördögfióka
Az Ördögfióka a debreceni Ibolya Utcai Általános Iskola kiadásában 2006-ban megjelent verseskötet. Csoóri Sándornak, a magyar gyermekirodalom klasszikusának gyermekverseket tartalmazó, sorrendben harmadik könyve.
Megtalálhatók benne a költő korai és a későbbi években született gyermekversei. Négy fejezetből áll: Évszakok mosolygása, Gyerekrajz, Ördögfióka, Csillagpatkó. Érdekessége, hogy az Ibolya Utcai Általános Iskola tanulói illusztrálták a könyvet. A kötetről és Csoóri Sándor gyermekirodalmi munkásságáról átfogó tanulmány jelent meg Véghelyi Balázs A megíratlan és a megírt idők című könyvében "Ha virágzik, sokan lássák!" címmel. A könyvet Sebestyén Mária Róza tanár szerkesztette, aki Csoóri Sándor jó barátja volt.

## Korábbi gyermekvers-kötetei
Csoóri Sándor korábbi gyermekvers-kötetei:
- Lekvárcirkusz bohócai (Móra Ferenc Ifjúsági Könyvkiadó, 1969)
- Lábonjáró verőfény (Móra Ferenc Ifjúsági Könyvkiadó, 1987)